# Weißer Stein (Dittelsheim-Heßloch)

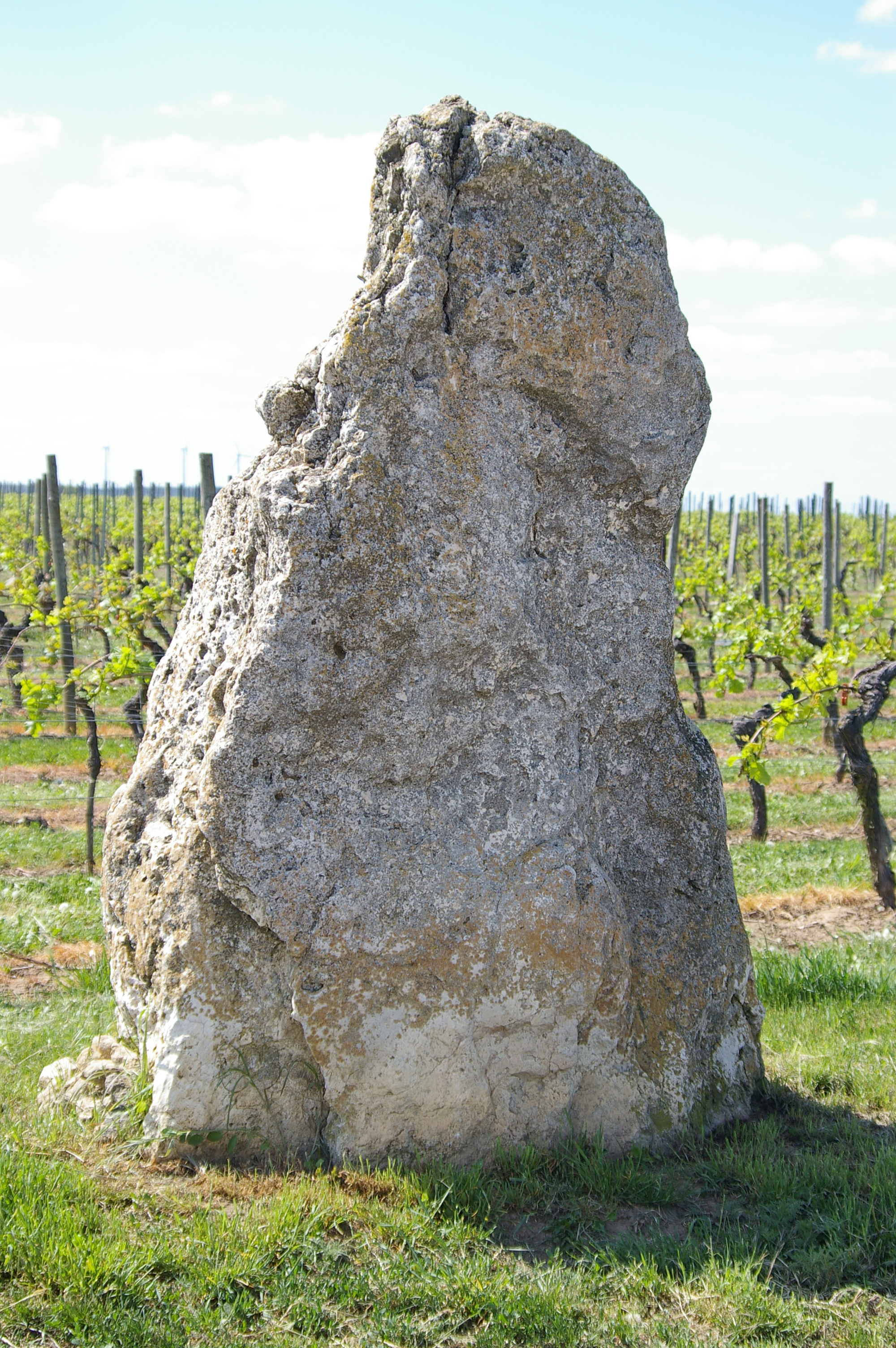
Weißer Stein

Der Weiße Stein ist ein Menhir bei Dittelsheim-Heßloch im Landkreis Alzey-Worms in Rheinland-Pfalz.

## Lage und Beschreibung
Der Menhir wurde 1927 bei Rodungsarbeiten am Südosthang einer Erhebung bei Dittelsheim-Heßloch auf der Gewanne „Am weißen Stein“ in einer Tiefe von 80 cm entdeckt und 100 m davon entfernt wieder aufgerichtet. Hier war er wohl im ausgehenden Mittelalter vergraben worden, seine Bezeichnung hatte sich aber als Flurname erhalten. Ob er ursprünglich, wie auch zahlreiche andere Menhire, als Grenzstein Verwendung fand, ist unklar. Sein Fundort liegt aber zumindest in der Nähe der Grenze zu Bechtheim und einer alten Diözesan- und Gaugrenze.
Der Weiße Stein besteht aus Kalkstein, der in der Umgebung von Dittelsheim-Heßloch nicht vorkommt. Seine Oberfläche ist stark verwittert und zerfurcht. Er hat eine Höhe von 210 cm, eine Breite von 145 cm und eine Tiefe von 80 cm. Er ist plattenförmig, verjüngt sich nach oben und läuft in einer gebogenen Spitze aus, die seinem oberen Ende die Form eines Vogelkopfes verleiht.